# Золотий глобус (59-та церемонія вручення)
59-та церемонія вручення нагород премії «Золотий глобус»

20 січня 2002 року
Найкращий фільм — драма: 
«Ігри розума»
Найкращий фільм —
комедія або мюзикл: 
«Мулен Руж!»
Найкращий телесеріал — драма: 
«Клієнт завжди мертвий»
Найкращий телесеріал —
комедія або мюзикл: 
«Секс і місто»
Найкращий мінісеріал або телефільм: 
«Брати по зброї»
< 58-ма • Церемонії вручення • 60-та >
59-та церемонія вручення нагород премії «Золотий глобус» за заслуги в галузі кінематографу і телебачення за 2001 рік, що відбулася 20 січня 2002 в готелі Беверлі-Гілтон (Беверлі-Гіллз, Лос-Анджелес, Каліфорнія). Номінантів оголосили 20 грудня 2001.

## Список лауреатів і номінантів

### Кіно
Фільми з найбільшою кількістю нагород та номінацій
| Фільм                                 | Перемоги | Номінації |
| ------------------------------------- | -------- | --------- |
| • «Ігри розуму»                       | 4        | 6         |
| • «Мулен Руж!»                        | 3        | 6         |
| • «Госфорд-Парк»                      | 1        | 5         |
| • «У спальні»                         | 1        | 3         |
| • «Айріс»                             | 1        | 3         |
| • «Кейт і Лео»                        | 1        | 2         |
| • «Нічия земля»                       | 1        | 1         |
| • «Сімейка Тененбаум»                 | 1        | 1         |
| • «Володар перснів: Хранителі персня» | —        | 4         |
| • «Малголленд Драйв»                  | —        | 4         |
| • «Алі»                               | —        | 3         |
| • «Штучний розум»                     | —        | 3         |
| • «Людина, якої не було»              | —        | 3         |
| • «Бандити»                           | —        | 2         |
| • «Щоденник Бріджит Джонс»            | —        | 2         |
| • «Світ примар»                       | —        | 2         |
| • «Білявка в законі»                  | —        | 2         |
| • «Перл-Гарбор»                       | —        | 2         |
| • «Корабельні новини»                 | —        | 2         |
| • «Ванільне небо»                     | —        | 2         |

• Переможці вказані першими і виділені окремим кольором.
| Категорія                                   | Лауреати і номінанти                                               | Лауреати і номінанти                                         |
| ------------------------------------------- | ------------------------------------------------------------------ | ------------------------------------------------------------ |
| Найкращий фільм — драма                     | • «Ігри розуму»                                                    | • «Ігри розуму»                                              |
| Найкращий фільм — драма                     | • «У спальні»                                                      |                                                              |
| Найкращий фільм — драма                     | • «Володар перснів: Хранителі персня»                              |                                                              |
| Найкращий фільм — драма                     | • «Людина, якої не було»                                           |                                                              |
| Найкращий фільм — драма                     | • «Малголленд Драйв»                                               |                                                              |
| Найкращий фільм — комедія або мюзикл        | • «Мулен Руж!»                                                     | • «Мулен Руж!»                                               |
| Найкращий фільм — комедія або мюзикл        | • «Щоденник Бріджит Джонс»                                         |                                                              |
| Найкращий фільм — комедія або мюзикл        | • «Госфорд-Парк» / Gosford Park                                    |                                                              |
| Найкращий фільм — комедія або мюзикл        | • «Білявка в законі»                                               |                                                              |
| Найкращий фільм — комедія або мюзикл        | • «Шрек»                                                           |                                                              |
| Найкраща чоловіча роль — драма              |                                                                    | • «Ігри розуму» — Рассел Кроу за роль Джона Неша             |
| Найкраща чоловіча роль — драма              | • «Алі» — Вілл Сміт за роль Мухаммеда Алі                          |                                                              |
| Найкраща чоловіча роль — драма              | • «Тренувальний день» — Дензел Вашингтон за роль Аллонзо Гарріса   |                                                              |
| Найкраща чоловіча роль — драма              | • «Корабельні новини» — Кевін Спейсі за роль Койла                 |                                                              |
| Найкраща чоловіча роль — драма              | • «Людина, якої не було» — Біллі Боб Торнтон за роль Еда Крейна    |                                                              |
| Найкраща жіноча роль — драма                |                                                                    | • «У спальні» — Сісі Спачек за роль Рут Фавлер               |
| Найкраща жіноча роль — драма                | • «Бал монстрів» — Геллі Беррі за роль Летиції Масгрув             |                                                              |
| Найкраща жіноча роль — драма                | • «Айріс» — Джуді Денч за роль Айріс Мердок                        |                                                              |
| Найкраща жіноча роль — драма                | • «Інші» — Ніколь Кідман за роль Ґрейс Стюарт                      |                                                              |
| Найкраща жіноча роль — драма                | • «На самому дні» — Тільда Свінтон за роль Маргарет Голл           |                                                              |
| Найкраща чоловіча роль — комедія або мюзикл |                                                                    | • «Сімейка Тененбаум» — Джин Гекмен за роль Рояла Тененбаума |
| Найкраща чоловіча роль — комедія або мюзикл | • «Кейт і Лео» — Г'ю Джекман за роль Леопольда                     |                                                              |
| Найкраща чоловіча роль — комедія або мюзикл | • «Мулен Руж!» — Юен Макгрегор за роль Крістіана                   |                                                              |
| Найкраща чоловіча роль — комедія або мюзикл | • «Хедвіг і злощасний дюйм» — Джон Кемерон Мітчелл за роль Хедвіга |                                                              |
| Найкраща чоловіча роль — комедія або мюзикл | • «Бандити» — Біллі Боб Торнтон за роль Терри Ли Коллінза          |                                                              |
| Найкраща жіноча роль — комедія або мюзикл   |                                                                    | • «Мулен Руж!» — Ніколь Кідман за роль Сатін                 |
| Найкраща жіноча роль — комедія або мюзикл   | • «Світ примар» — Тора Берч за роль Енід                           |                                                              |
| Найкраща жіноча роль — комедія або мюзикл   | • «Бандити» — Кейт Бланшетт за роль Кейт Вілер                     |                                                              |
| Найкраща жіноча роль — комедія або мюзикл   | • «Білявка в законі» — Різ Візерспун за роль Ел Вудз               |                                                              |
| Найкраща жіноча роль — комедія або мюзикл   | • «Щоденник Бріджит Джонс» — Рене Зеллвегер за роль Бріджит Джонс  |                                                              |
| Найкраща чоловіча роль другого плану        |                                                                    | • «Айріс» — Джим Бродбент за роль Джона Бейлі                |
| Найкраща чоловіча роль другого плану        | • «Світ примар» — Стів Бушемі за роль Сеймура                      |                                                              |
| Найкраща чоловіча роль другого плану        | • «Життя як дім» — Гайден Крістенсен за роль Сема Монро            |                                                              |
| Найкраща чоловіча роль другого плану        | • «Сексуальна бестія» — Бен Кінгслі за роль Дона Логана            |                                                              |
| Найкраща чоловіча роль другого плану        | • «Штучний розум» — Джуд Лоу за роль Жиголо Джо                    |                                                              |
| Найкраща чоловіча роль другого плану        | • «Алі» — Джон Войт за роль Говарда Коселла                        |                                                              |
| Найкраща жіноча роль другого плану          |                                                                    | • «Ігри розуму» — Дженніфер Коннеллі за роль Алісії Неш      |
| Найкраща жіноча роль другого плану          | • «Ванільне небо» — Кемерон Діас за роль Джулії Джіані             |                                                              |
| Найкраща жіноча роль другого плану          | • «Госфорд-парк» — Гелен Міррен за роль Місіс Вілсон               |                                                              |
| Найкраща жіноча роль другого плану          | • «Госфорд-парк» — Меггі Сміт за роль Констанції Трентем           |                                                              |
| Найкраща жіноча роль другого плану          | • «У спальні» — Маріса Томей за роль Наталі Страут                 |                                                              |
| Найкраща жіноча роль другого плану          | • «Айріс» — Кейт Вінслет за роль Айріс Мердок                      |                                                              |
| Найкраща режисерська робота                 |                                                                    | • «Госфорд-парк» — Роберт Олтмен                             |
| Найкраща режисерська робота                 | • «Мулен Руж!» — Баз Лурманн                                       |                                                              |
| Найкраща режисерська робота                 | • «Ігри розуму» — Рон Говард                                       |                                                              |
| Найкраща режисерська робота                 | • «Штучний розум» — Стівен Спілберг                                |                                                              |
| Найкраща режисерська робота                 | • «Малголленд Драйв» — Девід Лінч                                  |                                                              |
| Найкраща режисерська робота                 | • «Володар перснів: Хранителі Персня» — Пітер Джексон              |                                                              |
| Найкращий сценарій                          |                                                                    | • «Ігри розуму» — Аківа Голдсмен                             |
| Найкращий сценарій                          | • «Госфорд-парк» — Джуліан Феллоуз                                 |                                                              |
| Найкращий сценарій                          | • «Людина, якої не було» — Ітан Коен, Джоел Коен                   |                                                              |
| Найкращий сценарій                          | • «Пам'ятай» — Крістофер Нолан                                     |                                                              |
| Найкращий сценарій                          | • «Малголленд Драйв» — Девід Лінч                                  |                                                              |
| Найкраща музика                             | • «Мулен Руж!» — Крейг Армстронг                                   | • «Мулен Руж!» — Крейг Армстронг                             |
| Найкраща музика                             | • «Ігри розуму» — Джеймс Горнер                                    |                                                              |
| Найкраща музика                             | • «Штучний розум» — Джон Вільямс                                   |                                                              |
| Найкраща музика                             | • «Алі» — Ліза Джеррард, Пітер Бурк                                |                                                              |
| Найкраща музика                             | • «Володар перснів: Хранителі Персня» — Говард Шор                 |                                                              |
| Найкраща музика                             | • «Малголленд Драйв» — Анджело Бадаламенті                         |                                                              |
| Найкраща музика                             | • «Перл-Гарбор» — Ганс Ціммер                                      |                                                              |
| Найкраща музика                             | • «Корабельні новини» — Крістофер Янг                              |                                                              |
| Найкраща пісня                              | • «Кейт і Лео» — «Until...» — Стінг                                | • «Кейт і Лео» — «Until...» — Стінг                          |
| Найкраща пісня                              | • «Мулен Руж!» — «Come What May» — Девід Берволд                   |                                                              |
| Найкраща пісня                              | • «Перл-Гарбор» — «There You'll Be» — Даєн Воррен                  |                                                              |
| Найкраща пісня                              | • «Володар перснів: Хранителі Персня» — «May It Be» — Енія         |                                                              |
| Найкраща пісня                              | • «Ванільне небо» — «Vanilla Sky» — Пол Маккартні                  |                                                              |
| Найкращий фільм іноземною мовою             | • «Нічия земля» (Боснія і Герцеговина)                             | • «Нічия земля» (Боснія і Герцеговина)                       |
| Найкращий фільм іноземною мовою             | • «Амелі» (Франція)                                                |                                                              |
| Найкращий фільм іноземною мовою             | • «І твою маму теж» (Мексика)                                      |                                                              |
| Найкращий фільм іноземною мовою             | • «Останнє сонце» (Бразилія)                                       |                                                              |
| Найкращий фільм іноземною мовою             | • «Весілля в мусон» (Індія)                                        |                                                              |

### Телебачення
Телесеріали з найбільшою кількістю нагород та номінацій
| Фільм                         | Перемоги | Номінації |
| ----------------------------- | -------- | --------- |
| • «Секс і місто»              | 2        | 3         |
| • «Клієнт завжди мертвий»     | 2        | 3         |
| • «Брати по зброї»            | 1        | 3         |
| • «Змова»                     | 1        | 3         |
| • «Життя з Джуді Гарленд»     | 1        | 3         |
| • «24»                        | 1        | 2         |
| • «Шпигунка»                  | 1        | 2         |
| • «Кручене місто»             | 1        | 2         |
| • «Джеймс Дін»                | 1        | 1         |
| • «Вілл і Грейс»              | —        | 5         |
| • «Західне крило»             | —        | 4         |
| • «Клан Сопрано»              | —        | 4         |
| • «Анна Франк: Повна історія» | —        | 3         |
| • «Еллі Макбіл»               | —        | 2         |
| • «CSI: Місце злочину»        | —        | 2         |
| • «Фрейзер»                   | —        | 2         |
| • «Друзі»                     | —        | 2         |
| • «Малькольм у центрі уваги»  | —        | 2         |
| • «Розум»                     | —        | 2         |

| Категорія                                                                | Лауреати і номінанти                                                    | Лауреати і номінанти                                               |
| ------------------------------------------------------------------------ | ----------------------------------------------------------------------- | ------------------------------------------------------------------ |
| Найкращий серіал — драма                                                 | • «Клієнт завжди мертвий»                                               | • «Клієнт завжди мертвий»                                          |
| Найкращий серіал — драма                                                 | • «24»                                                                  |                                                                    |
| Найкращий серіал — драма                                                 | • «Шпигунка»                                                            |                                                                    |
| Найкращий серіал — драма                                                 | • «CSI: Місце злочину»                                                  |                                                                    |
| Найкращий серіал — драма                                                 | • «Клан Сопрано»                                                        |                                                                    |
| Найкращий серіал — драма                                                 | • «Західне крило»                                                       |                                                                    |
| Найкращий серіал — комедія або мюзикл                                    | • «Секс і місто»                                                        | • «Секс і місто»                                                   |
| Найкращий серіал — комедія або мюзикл                                    | • «Еллі Макбіл»                                                         |                                                                    |
| Найкращий серіал — комедія або мюзикл                                    | • «Фрейзер»                                                             |                                                                    |
| Найкращий серіал — комедія або мюзикл                                    | • «Друзі»                                                               |                                                                    |
| Найкращий серіал — комедія або мюзикл                                    | • «Вілл і Грейс»                                                        |                                                                    |
| Найкращий мінісеріал або телефільм                                       | • «Брати по зброї»                                                      | • «Брати по зброї»                                                 |
| Найкращий мінісеріал або телефільм                                       | • «Анна Франк: Повна історія» / Anne Frank: The Whole Story             |                                                                    |
| Найкращий мінісеріал або телефільм                                       | • «Змова» / Conspiracy                                                  |                                                                    |
| Найкращий мінісеріал або телефільм                                       | • «Життя з Джуді Гарленд» / Life with Judy Garland: Me and My Shadows   |                                                                    |
| Найкращий мінісеріал або телефільм                                       | • «Розум» / Wit                                                         |                                                                    |
| Найкраща чоловіча роль серіалу — драма                                   |                                                                         | • «24» — Кіфер Сазерленд за роль Джека Бауера                      |
| Найкраща чоловіча роль серіалу — драма                                   | • «Захисник» — Саймон Бейкер за роль Ніка Фелліна                       |                                                                    |
| Найкраща чоловіча роль серіалу — драма                                   | • «Клан Сопрано» — Джеймс Гандольфіні за роль Тоні Сопрано              |                                                                    |
| Найкраща чоловіча роль серіалу — драма                                   | • «Клієнт завжди мертвий» — Пітер Краузе за роль Нейта Фішера           |                                                                    |
| Найкраща чоловіча роль серіалу — драма                                   | • «Західне крило» — Мартін Шин за роль Джозая Бартлета                  |                                                                    |
| Найкраща жіноча роль серіалу — драма                                     |                                                                         | • «Шпигунка» — Дженіфер Гарнер за роль Сідні Брістов               |
| Найкраща жіноча роль серіалу — драма                                     | • «Клан Сопрано» — Іді Фалко за роль Кармели Сопрано                    |                                                                    |
| Найкраща жіноча роль серіалу — драма                                     | • «Клан Сопрано» — Лоррейн Бракко за роль Дженніфер Мелфі               |                                                                    |
| Найкраща жіноча роль серіалу — драма                                     | • «Знову і знову» — Сіла Ворд за роль Лілі Меннінг                      |                                                                    |
| Найкраща жіноча роль серіалу — драма                                     | • «Дівчата Гілмор» — Лорен Гелен Ґрем за роль Лорелай Гілмор            |                                                                    |
| Найкраща жіноча роль серіалу — драма                                     | • «Справедлива Емі» — Емі Бреннеман за роль Емі Грей                    |                                                                    |
| Найкраща жіноча роль серіалу — драма                                     | • «CSI: Місце злочину» — Марг Гелгенбергер за роль Кетрін Вілловз       |                                                                    |
| Найкраща чоловіча роль серіалу — комедія або мюзикл                      |                                                                         | • «Кручене місто» — Чарлі Шин за роль Чарлі Кроуфорда              |
| Найкраща чоловіча роль серіалу — комедія або мюзикл                      | • «Ед» — Том Кавана за роль Еда Стівенса                                |                                                                    |
| Найкраща чоловіча роль серіалу — комедія або мюзикл                      | • «Фрейзер» — Келсі Греммер за роль Фрейзера Крейна                     |                                                                    |
| Найкраща чоловіча роль серіалу — комедія або мюзикл                      | • «Вілл і Грейс» — Ерік МакКормек за роль Вілла Трумена                 |                                                                    |
| Найкраща чоловіча роль серіалу — комедія або мюзикл                      | • «Малькольм у центрі уваги» — Френкі Муніз за Малькольма Вілкерсона    |                                                                    |
| Найкраща жіноча роль серіалу — комедія або мюзикл                        |                                                                         | • «Секс і Місто» — Сара Джессіка Паркер за роль Керрі Бредшоу      |
| Найкраща жіноча роль серіалу — комедія або мюзикл                        | • «Вілл і Грейс» — Дебра Мессінг за роль Грейс Адлер                    |                                                                    |
| Найкраща жіноча роль серіалу — комедія або мюзикл                        | • «Кручене місто» — Гізер Локлір за роль Кейтлін Мур                    |                                                                    |
| Найкраща жіноча роль серіалу — комедія або мюзикл                        | • «Еллі МакБіл» — Каліста Флокхарт за роль Еллі МакБіл                  |                                                                    |
| Найкраща жіноча роль серіалу — комедія або мюзикл                        | • «Малькольм у центрі уваги» — Джейн Качмарек за роль Лоіс              |                                                                    |
| Найкраща чоловіча роль мінісеріалу або телефільму                        |                                                                         | • «Джеймс Дін» — Джеймс Франко за роль Джеймса Діна                |
| Найкраща чоловіча роль мінісеріалу або телефільму                        | • «Змова» — Кеннет Брана за роль Рейнгарда Гейдріха                     |                                                                    |
| Найкраща чоловіча роль мінісеріалу або телефільму                        | • «Анна Франк: Повна історія» — Бен Кінгслі за роль Отто Франка         |                                                                    |
| Найкраща чоловіча роль мінісеріалу або телефільму                        | • «Брати по зброї» — Деміен Льюїс за роль Річарда Вінтерса              |                                                                    |
| Найкраща чоловіча роль мінісеріалу або телефільму                        | • «61» — Баррі Пеппер за роль Роджера Маріса                            |                                                                    |
| Найкраща жіноча роль мінісеріалу або телефільму                          |                                                                         | • «Життя з Джуді Гарленд» — Джуді Девіс за роль Джуді Гарленд      |
| Найкраща жіноча роль мінісеріалу або телефільму                          | • «Після Емі» — Бріджит Фонда за роль Лінди Синклер                     |                                                                    |
| Найкраща жіноча роль мінісеріалу або телефільму                          | • «Тумани Авалона» — Джуліанна Маргуліс за роль Моргани                 |                                                                    |
| Найкраща жіноча роль мінісеріалу або телефільму                          | • «Повстання» — Лілі Собескі за роль Тосі Альтман                       |                                                                    |
| Найкраща жіноча роль мінісеріалу або телефільму                          | • «Анна Франк: Повна історія» — Ганна Тейлор Гордон за роль Анни Франк  |                                                                    |
| Найкраща жіноча роль мінісеріалу або телефільму                          | • «Розум» — Емма Томпсон за роль Вів'єн Берінг                          |                                                                    |
| Найкраща чоловіча роль другого плану серіалу, мінісеріалу або телефільму |                                                                         | • «Змова» — Стенлі Туччі за роль Адольф Айхман                     |
| Найкраща чоловіча роль другого плану серіалу, мінісеріалу або телефільму | • «Секс і місто» — Джон Корбетт за роль Ейдана Шоу                      |                                                                    |
| Найкраща чоловіча роль другого плану серіалу, мінісеріалу або телефільму | • «Вілл і Грейс» — Шон Гейс за роль Джека Макфарленда                   |                                                                    |
| Найкраща чоловіча роль другого плану серіалу, мінісеріалу або телефільму | • «Брати по зброї» — Рон Лівінгстон за роль Льюїса Ніксона              |                                                                    |
| Найкраща чоловіча роль другого плану серіалу, мінісеріалу або телефільму | • «Західне крило» — Бредлі Вітфорд за роль Джоша Лімана                 |                                                                    |
| Найкраща жіноча роль другого плану серіалу, мінісеріалу або телефільму   |                                                                         | • «Клієнт завжди мертвий» — Рейчел Гріффітс за роль Бренди Ченовіт |
| Найкраща жіноча роль другого плану серіалу, мінісеріалу або телефільму   | • «Друзі» — Дженніфер Еністон за роль Рейчел Грін                       |                                                                    |
| Найкраща жіноча роль другого плану серіалу, мінісеріалу або телефільму   | • «Життя з Джуді Гарленд» — Темі Бленшерд за роль молодої Джуді Гарленд |                                                                    |
| Найкраща жіноча роль другого плану серіалу, мінісеріалу або телефільму   | • «Західне крило» — Еллісон Дженні за роль Сі Джей Крегг                |                                                                    |
| Найкраща жіноча роль другого плану серіалу, мінісеріалу або телефільму   | • «Вілл і Грейс» — Меган Маллаллі за роль Карен Волкер                  |                                                                    |

## Спеціальні нагороди
| Премія імені Сесіля Б. Де Мілля (Нагорода за внесок у кінематограф) |  | Гаррісон Форд американський актор                           |
| Міс «Золотий глобус» (Символічний титул)                            |  | Гейлі Джералдо донька Ніла Джералдо та співачки Пет Бенетар |